# Izdelovanje papirnatih rož
Izdelovanje papirnatih rož je bila vse do druge svetovne vojne značilna domača obrt, ki pa je danes že skoraj povsem izumrla, saj je samo še nekaj poznavalk te obrti. Kot lahko že ime pove, so rože izdelovali tako, da so iz krep ali povoščenega papirja izrezovali oblike listov in stebel. Te so nato še pobarvali, povoščili in okrasili. Izdelovali so jih kot poročne in pogrebne šopke, šopke za nabornike in novomašnike...